# ファゲイト一族
ファゲイト一族（ファゲイトいちぞく、英語: The Fugates）はかつてアメリカ合衆国・ケンタッキー州の山地で生活していた一族である。
メトヘモグロビン血症の遺伝による青みがかった色の肌が特徴で、青いファゲイト一族（英語: Blue Fugates）、ケンタッキーの青い人々（英語: Blue People of Kentucky）という呼び名でも知られる。

## 家系
1820年頃に結婚しケンタッキー州東部・ハザード近郊に定住したマーティン・ファゲイトとエリザベス・スミスの夫婦はともにメトヘモグロビン血症の遺伝子を保有していた。その結果、彼らの7人の子供のうち4人が青い肌を示し、非常に限られた局所的な遺伝子プール内での継続的な子孫形成により、ファゲイトの子孫の多くがメトヘモグロビン血症の遺伝子を持って生まれるようになった。
この遺伝子を持つ子孫は20世紀までトラブルサム・クリークとボールクリークの周辺に住み続け、のちに看護師のルース・ペンダーグラスと血液学者のマディソン・カウェインの関心を引き、2人は彼らの状態と祖先について詳細に研究した。
カウェインは、公衆衛生医のE.M.スコットが1960年に雑誌 "Journal Of Clinical Investigation" に発表した、アラスカ先住民族の間で起こったこの現象の研究レポートを見つけた。それは酵素ジアホラーゼの欠乏が赤血球の酸素不足の原因で、血液が茶色に見えるようになり、その結果、影響を受けた人の皮膚が青く見えるという理論に基づくものであった。
カウェインは一家をメチレンブルーで治療し、それにより症状は緩和され、皮膚の青い色は減少した。カウェインは最終的に1964年に雑誌 "Archives of Internal Medicine" に研究を発表した。
1975年に生まれたベンジャミン・ステイシーは、知られているファゲイト一族の最後の子孫であり、この障害の特徴を示す青い色で生まれたが、すぐに青い肌の色を失い、寒いときや動揺したときに唇や指先に青い色を示すだけとなった。
メトヘモグロビン血症を受け継いだ他のアメリカ人もファゲイト一族の祖先を持っていた可能性があると推測されているが、直接的なつながりの調査は決定的に証明されていない。
一族は狭い場所で近親婚を繰り返したことにより劣性（潜性）遺伝子が受け継がれ青い肌となった者が多かったが、健康面への影響はなく、一族の大部分の人物は長生きであった。

## 大衆文化におけるファゲイト一族
2019年に出版されたキム・ミシェル・リチャードソン作の小説 "The Book Woman of Troublesome Creek" では、世界恐慌期のファゲイト一族が描かれている。

## References
1. ↑  “Blue-skinned family baffled science for 150 years”. MSN (2012年2月24日). 2013年1月22日時点のオリジナルよりアーカイブ。2013年5月10日閲覧。
2. 1 2  Trost, Cathy. “The Blue People of Troublesome Creek”. 2015年9月27日時点のオリジナルよりアーカイブ。2021年11月27日閲覧。
3. ↑  Adams, Cecil (1998年7月24日). “Is there really a race of blue people?” (英語). The Straight Dope. 2021年4月22日閲覧。
4. ↑  “Rare disease turns mountaineers blue”.  Phoenix, Arizona:  Arizona Republic. p. 12 (1974年11月7日). 2019年4月3日閲覧。
5. 1 2 3  Susan Donaldson James (2012年2月22日). “Fugates of Kentucky: Skin Bluer than Lake Louise”. ABC News. 2014年10月4日閲覧。
6. 1 2  Susan Donaldson James (2012年3月8日). “Blue People Look for Genetic Connection to Kentucky Fugates”. ABC News. 2014年10月4日閲覧。
7. ↑  Lyle E. Davis (2006年1月19日). “The Blue People of Troublesome Creek”.   The Paper. 2019年7月19日時点のオリジナルよりアーカイブ。2014年11月4日閲覧。
8. ↑  Cawein, M; Behlen Ch, 2nd; Lappat, E. J.; Cohn, J. E. (1964). “Hereditary Diaphorase Deficiency and Methemoglobinemia”. Archives of Internal Medicine 113 (4):  578–85. doi:10.1001/archinte.1964.00280100086014. PMID 14109019.
9. ↑  【衝撃】一家全員まっ青な肌！ 近親婚を繰り返したファゲイト一族とは？ - TOCANA、2021年5月1日（2013年11月29日掲載の記事の再掲）